# テラパワー
テラパワー（英語：TerraPower）は、次世代型原子炉の研究開発を行うアメリカ合衆国ワシントン州のテクノロジー企業である。筆頭オーナーはビル・ゲイツ（カスケード・インベストメントを通じて)。

## 進行波炉
現在世界で稼働している軽水炉（PWR, BWRなど）は濃縮ウランを使用し、数年おきに燃料交換を必要とするが、進行波炉（TWR, Traveling Wave Reactor）はウラン濃縮過程で生成される劣化ウランを使用し、最長100年間燃料交換なしで運転可能とされる。テラパワーが研究中のTWRの出力は軽水炉並みの10万から100万キロワットとみられている。
2010年当時のテラパワーの企業目標には以下が含まれていた（ジョン・ギルランドCEOのプレゼンテーションより)。
- ウラン濃縮施設の無用化、最終的には廃止
- 将来的な再処理工場の無用化
- 天然または劣化ウランの燃料としての活用
- クリーン・コール技術に対する自己資本コスト競合力の確保

2009年11月6日、ビル・ゲイツとテラパワー幹部が東芝の横浜事業所（横浜市磯子区）と京浜事業所（同鶴見区）を視察、12月1日には東芝と秘密保持契約（NDA）を締結した。東芝は2014年に米国で1号機が着工予定であった小型炉「4S」を開発しており、4Sは燃料交換なしで30年間稼働、出力1万キロワットである。4Sの技術の多くがTWRに転用可能とされる。

## ナトリウム
テラパワーはアメリカのワイオミング州にナトリウム冷却高速炉の「ナトリウム」をウォーレン・バフェット傘下の電力会社パシフィコープと共同で建設すると2021年6月2日州知事が発表した。同炉は実証炉の段階にあり出力345MWの小型原子炉で溶融塩エネルギー貯蔵システムと組み合わされる。炉心にはGE日立ニュークリア・エナジーのPRISMを採用した。燃料には高純度低濃縮ウランの（HALEU）を用いる。
開発はDOEも支援しており、2022年には日本原子力研究開発機構と三菱重工業ももんじゅや常陽の運用データを提供して参加することが報道された。
2024年6月10日、ワイオミング州南西部のケンメラーで閉鎖予定の石炭火力発電所近くで起工された。2030年運転開始予定。